# Рудерсдорф (Тюрингия)
Рудерсдорф (нем. Rudersdorf) — община в Германии, в земле Тюрингия.
Входит в состав района Зёммерда. Подчиняется управлению Буттштедт. Население составляет 340 человек (на 31 декабря 2010 года). Занимает площадь 7,76 км².